# Internet Mix
IMIX ou Internet MIX est un ensemble de profils de trafic réseau correspondant à une navigation courante sur Internet.
Un profil particulier (appelé 'simple IMIX') est notamment utilisé pour mesurer les performances des pare-feux dans des conditions proches des conditions réelles.
En effet, le protocole IP utilise des trames pour communiquer. La longueur de ces trames n'est pas constante (comme c'est le cas en ATM) et peut varier de 40 à 1 500 octets.
La performance de traitement de flux dépend donc de la capacité à traiter aussi rapidement que possible le contenu de ces trames.

## Étude de type de trames par le NLANR
Ainsi, une étude de 2001 par le "Measurement & Operations Analysis Team with the National Library for Applied Network Research (NLANR)" a permis de collecter des informations sur les flux Internet et d'en extraire un profil de trame. Le profil est le suivant :
| Longueur IP total (oct) | Proportion (% paquet) | Bande passante (% charge) |
| ----------------------- | --------------------- | ------------------------- |
| 40                      | 35,50 %               | 3,51 %                    |
| 576                     | 11,50 %               | 16,40 %                   |
| 628                     | 1,00 %                | 1,50 %                    |
| 1420                    | 3,00 %                | 10,50 %                   |
| 1500                    | 10,00 %               | 37,10 %                   |
| 40-1500 (plage)         | 29,50 %               | 28,90 %                   |

Toutes les valeurs ne sont pas présentes dans ce tableau, mais une étude détaillée de la société Spirent circule sur Internet.
Test Methodology Journal (Spirent)

## Simple IMIX
Grâce à ces informations, le profil 'simple IMIX' utilise le jeu de trame suivante :
| Nombre de part | Longueur de trame |
| -------------- | ----------------- |
| 7              | 64 oct.           |
| 4              | 570 oct.          |
| 1              | 1518 oct.         |

## RFC2544[2]
Le profil IMIX n'est pas normalisé par une RFC ou un standard IEEE. Dans le cas de validation de performances pures, c'est généralement la RFC2544 qui est retenue. Cette RFC reste favorable avec des trames constantes. C'est pourquoi les performances en mode IMIX sont toujours plus faibles que les performances mesurées en mode RFC 2544.
La RFC 2544 reconnaît les tailles suivantes : 64, 128, 256, 512, 768, 1024, 1280, 1518.

## Mode UTM
En dernier lieu, les pare-feux intégrant de plus en plus de fonctions (antispam, VPN, IPS, antivirus...), les constructeurs fournissent parfois des performances dite "UTM". Cette appellation est totalement informel et donne seulement une idée des débits espérés lorsque toutes les fonctions du pare-feu sont actives.